# L'Émilie
L'Émilie, stylisé L’émiliE, est un journal féministe en ligne, édité à Genève depuis 2001 par l'association du même nom. Il fait suite à la revue Le Mouvement féministe, fondée en 1912, sans interruption de parution. Ce journal serait ainsi le plus ancien journal féministe d'Europe encore édité dans les années 2000,.

## Historique
La revue Le Mouvement féministe a été fondée en 1912 à Genève par la journaliste Émilie Gourd (1879-1946),,.
Le Mouvement féministe paraît jusqu'en 1960, il est bimensuel de 1920 à l'été 1948. En 1948 le journal se scinde en deux, avec la création du mensuel Femmes suisses savez-vous ? Les deux titres fusionnent en 1960 sous le nom Femmes suisses, qui devient Femmes en Suisse en 1999, puis l'émiliE en juin 2001. Le Mouvement féministe puis Femmes suisses sont l'organe officiel de l'Alliance nationale des sociétés féminines suisses.
Simone Chapuis-Bischof en est la présidente de 1975 à 1981. Sous sa présidence Corinne Chaponnière est engagée comme rédactrice en chef[source insuffisante].
La création de l'émiliE est accompagnée d'un important changement d'équipe et de génération (seules trois des 12 membres du comité restent dans la nouvelle structure – Jacqueline Berenstein-Wavre fait partie des anciennes). La nouvelle rédactrice en chef Andrée-Marie Dussault, Québécoise, annonce que l'émiliE se veut « plus politisée, plus proche de l'actualité, plus engagée, plus militante ».
L’Emilie, qui tire à 3000 exemplaires en 2002 et à environ 1400 en 2008, devient une revue numérique à partir de 2009,. Toutefois, une page paraît mensuellement dans le quotidien genevois Le Courrier de juin 2010 à janvier 2013,.
Tous les numéros depuis la fondation en 1912 sont consultables sur Internet.

## Membres du comité
- Lucy Dutoit de 1912 à 1937[11]
- Camille Vidart de 1912 à 1930
- Annie Leuch-Reineck jusqu'en 1950
- Alice Wiblé-Gaillard, rédactrice en chef de 1946 à 1960
- Jacqueline Berenstein-Wavre, présidente de 1970 à 1974
- Simone Chapuis-Bischopf, présidente de 1975 à 1981
- Corinne Chaponnière, rédactrice en chef de 1979 à 1983
- Silvia Ricci-Lempen, rédactrice en chef de 1983 à 1991
- Sylviane Klein, de 1991 à 1997
- Andrée-Marie Dussault, rédactrice en chef de 1999 à 2004
- Nathalie Brochard, rédactrice en chef depuis 2010